# Paulo César Arruda Parente
Paulo César Arruda Parente mais conhecido como PC (Osasco, 28 de junho de 1978), é um ex-futebolista brasileiro que atuava como lateral-direito.

## Biografia

### Carreira de atleta
Paulo César iniciou sua carreira profissional no Nacional-SP em 1995, após jogar futebol de salão por alguns anos. Chegou entrar em campo algumas vezes pelo clube paulista.
Sua carreira começou a crescer em 1996, quando foi transferido para o Flamengo. Após uma temporada curta pelo fato de ser utilizado pela sub 20 da Seleção Brasileira, preparação do sul-americano e mundial de 1997, ainda conquistou a Copa de Ouro de 1996 em Manaus. Após o Mundial Sub-20 na Malásia, o jogador foi transferido em 1997 para o Fluminense, clube que mais tarde o revelaria para o Brasil e para o mundo.
Durante os ano de 1998 foi emprestado ao Vitória, porque no ano o treinador Edinho não contava com seus serviços, retornando ao tricolor carioca em 1999, quando foi fundamental na conquista do título da Série C do Campeonato Brasileiro com o Fluminense, sob o comando do técnico Carlos Alberto Parreira.
Em 2000 e 2001 fez seu nome definitivamente no esporte, sendo peça fundamental em uma grande campanha do Fluminense no Campeonato Brasileiro de Futebol de 2000 e 2001, quando seu time chegou às semifinais dois anos após disputar a Série C do futebol brasileiro.
Em 2002, atuou em 3 jogos pela Seleção Brasileira e sua convocação para a Copa do Mundo daquele ano chegou a ser cogitada pelo técnico Luiz Felipe Scolari, mas Paulo César, que no momento jogava na posição de lateral-esquerdo, perdeu a vaga para Roberto Carlos. No mesmo ano, foi transferido para o Paris Saint-Germain, da França, clube que defendeu até 2007. Sua passagem pelo PSG também foi de muita qualidade.
No início de 2004, foi emprestado ao Santos pelo time francês. Estreou em 21 de janeiro, na vitória fora de casa por 1x0 sobre o Oeste e no mês seguinte, no dia 15 de fevereiro, marcou seu primeiro gol no clube, na goleada por 8x3 sobre o União São João. Foi de crucial importância para o título brasileiro de 2004 do clube, quando realizou 54 partidas em seu primeiro ano pelo Alvinegro, sendo 36 pela campanha da conquista. No ano seguinte, fez 41 jogos e marcou 1 gol pelo clube.
Em 2007, Paulo César foi transferido para o Toulouse FC, também da França, entrando para historia do clube sendo o primeiro grupo de jogadores a participar da Champions League, clube cujas cores defendeu até agosto de 2009, quando saiu para voltar ao Fluminense.
Paulo César que tinha vinculo com o clube até o fim de 2010, teve o contrato rescindido de forma unilateral em 10 de janeiro de 2010. A diretoria tricolor já tinha informado que um acordo seria muito difícil. Diante da situação, o atleta entrará na justiça para buscar seus direitos. direitos ganhos no tribunal.
No dia 25 de fevereiro de 2010, o jogador acertou com o Grêmio Prudente por 1 ano.
No dia 6 de outubro de 2011, Paulo César foi dispensado do Vila Nova.
Em novembro do ano de 2011, se transferiu para o Grêmio Osasco Audax, onde se destacou e foi um dos principais atletas da campanha de acesso do clube paulista ao Campeonato Paulista de Futebol - Série A.
Com uma grave lesão no joelho, Paulo César teve sua carreira como jogador de futebol forçadamente interrompida. Em junho de 2014, se despediu dos gramados atuando pelo Taboão da Serra. Após isso, Paulo começou a fazer cursos e se habilitou para ser técnico de futebol.

### Fora dos campos
Em 2014, foi o auxiliar técnico de Toninho Cecílio no Criciúma Esporte Clube, durante a reta final da disputa do Campeonato Brasileiro de Futebol de 2014 - Série A. Como Toninho foi demitido 23 dias após assumir, Paulo César também deixou o clube catarinense.
Em 2015, seguiu sendo auxiliar de Toninho Cecílio no XV de Piracicaba, onde chegou até as oitavas de final do Paulistão, tendo uma das melhores campanhas da primeira fase. Deixou o clube paulista após o fim da competição.
Em 2016, deixou a equipe técnica de Toninho e se tornou o treinador da equipe sub 20 do Esporte Clube Juventude, conquistando o Campeonato Gaúcho da categoria. No final do ano de 2016, assumiu a função de técnico do time principal dos gaúchos. No Juventude, ficou apenas quatro meses, deixando a equipe após 7 jogos, 2 vitórias, 2 empates e 3 derrotas, incluindo uma eliminação para o Murici Futebol Clube precocemente na Copa do Brasil de Futebol. Acabou sendo demitido em março de 2017, após maus resultados.
Em junho de 2017, PC se mudou para a França, onde buscou estudar e se especializar como treinador, inclusive concluindo o curso de qualificação para técnicos UEFA A, concluído em 2018.
Atualmente, é General Manager de uma equipe de futsal em Paris há 3 anos. Paralelamente a isso, é Diretor Esportivo de uma equipe amadora de futebol de 11.

## Características como jogador
Paulo César tem como virtudes a grande velocidade e agilidade, que lhe conferem uma grande habilidade para driblar adversários, sendo importante como armador de jogadas. Raramente marca um gol, sendo, em geral, armador de jogadas que levam à meta. Já jogou como lateral-esquerdo e como volante.

## Títulos
Flamengo
- Copa de Ouro Nicolás Leoz: 1996[3]
- Taça 15 anos do SBT: 1996[3]
- Taça Guanabara: 1996
- Taça Rio: 1996
- Campeonato Carioca: 1996

Fluminense
- Campeonato Brasileiro da Série C: 1999

Santos
- Campeonato Brasileiro: 2004[10]
- Copa Paulista: 2004

Paris Saint Germain
- Copa da França: 2005-06